# Achim Schlüter

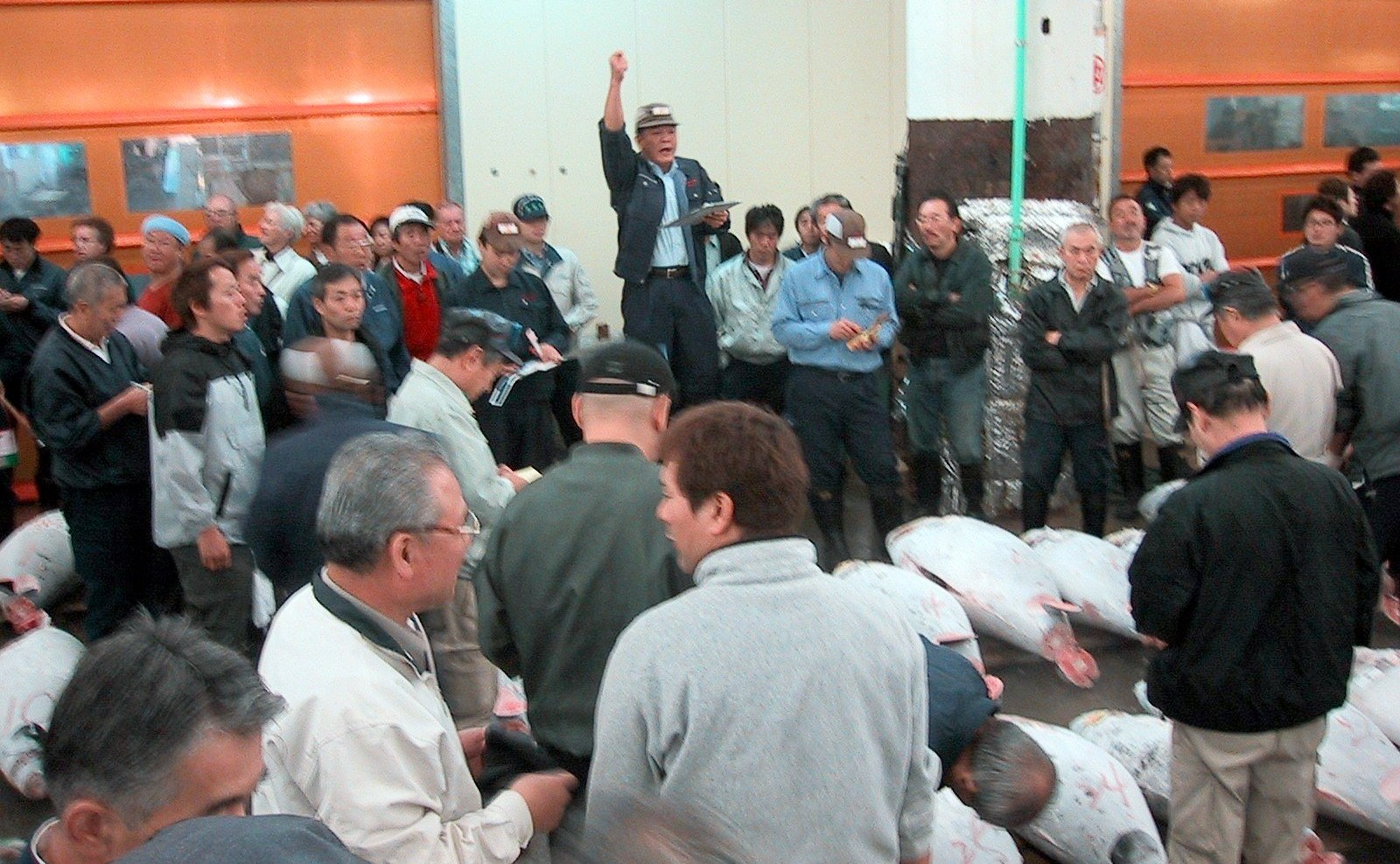
Auktion auf dem Tsuikiji-Fischmarkt. Achim Schlüter befasst sich auch mit den Auswirkungen globalen Handels auf lokale Wirtschaften.

Achim Schlüter ist ein deutscher Ökonom und Professor für Soziale Systeme und Ökologische Ökonomik am Leibniz-Zentrum für Marine Tropenökologie Bremen und der Jacobs University Bremen.

## Leben
Von 1997 bis 2001 war er Wissenschaftlicher Mitarbeiter im Fachgebiet Ressourcenökonomie an der Landwirtschaftlich-Gärtnerischen Fakultät der Humboldt-Universität zu Berlin. Dort war er Mitarbeiter des internationalen Forschungsprojektes KATO (Komparative Analyse des Transformationsprozesses in den Agrarsektoren ausgewählter Staaten Mittel- und Osteuropas) und führte empirische Untersuchungen in landwirtschaftlichen Betrieben in Tschechien durch. Von 2001 bis 2003 war er Research Associate am Department of Sociology and Social Policy an der University of Newcastle upon Tyne, England. Dort leitete er die schottischen Teilstudie im interdisziplinären Projekt: „Cultural Understanding of Industrial Pollution and Environmental Risk“.  Anschließend kehrte er nach Deutschland zurück und wurde Hochschulassistent am Institut für Forstökonomie an der Fakultät für Forst und Umweltwissenschaften der Albert-Ludwigs-Universität Freiburg. Seit 2010 ist er Assoziierter Professor für Soziale Systeme und Ökologische Ökonomik am Zentrum für Marine Tropenökologie Bremen und der Jacobs Universität Bremen.

## Publikationen
- R. Madrigal, A. Schlüter und M. C. Lopez: What makes them follow the rules?: empirical evidence from turtle egg harvesters in Costa Rica. Marine Policy, 2012
- M. Birke, D. Scheer, A. Schlüter, und F. Ebinger (Hrsg.): Innovationen in der Forst-Holz-Kette. Entwicklungstrends und Handlungsoptionen. oekom verlag, März 2010, ISBN 978-3-86581-125-7